# Андрей Константинович (князь оболенский)
Андрей Константинович — удельный князь Тарусско-Оболенский, младший сын князя Константина Юрьевича, Рюрикович в XVI колене.
Жил в конце XIV века.

## Биография
После гибели отца в 1368 году в городе Оболенск от рук великого князя Ольгерда вместе с братьями Семёном и Иваном ушёл на службу в Московское княжество. Его сын Иван Андреевич Долгорук стал родоначальником князей Долгоруковых, Василий Андреевич Щербатый — князей Щербатовых, Александр Андреевич — князей Тростенских.
В отличие от братьев, не упоминается в Куликовской битве.